# カッシウス・ディオ
ルキウス・カッシウス・ディオ・コッケイアヌス（ラテン語: Lucius Cassius Dio Cocceianus ギリシア語: Δίων ὁ Κάσσιος 155年（163年、164年説あり） - 229年以降)は、ローマ帝国の政治家、歴史家。カッシウス・ディオと略称される他、ギリシャ語でディオン・カッシオスと称される事もある。
自らが目撃した同時代史を含む、神話の時代からアレクサンデル・セウェルス帝即位までの歴史を記述した大著『ローマ史』を執筆した事で知られている。80巻からなる同著は22年間の月日を費やして書かれたとされ、歴史学上の一級資料として扱われている。政治家としては帝政ローマ時代の元老院議員を務め、執政官・総督などを歴任した上流貴族であった。

## 概要
属州ビテュニアのニカイアで、ギリシャ系の元老院議員カッシウス・アポロニアヌスの子として生まれる。東ローマ帝国の歴史家たちは母方の縁者（叔父か祖父）はギリシア系の著述家ディオン・クリュソストモスであったと主張しているが、疑わしいとする論者も少なくない。個人名はルキウスであったとされるが、1970年にマケドニアで出土した石碑にはClの頭文字が刻まれており、クラウディウスだったのではないかとする説がある。
ディオ家はローマ市民権を持ち、ローマ人の名門氏族であるカッシウス氏族に属し、元老院に議席を持つ上流貴族でもあった。しかしその出自はローマ化を免れた東方属州のヘレニズム世界にあり、ローマ世界とは異郷人の視点から関わっていた。この事は『ローマ史』が一貫してラテン語でなくギリシャ語で書かれている事や、カッシウス・ディオ自身がヘレニズム文化への愛着を表明している事からも窺える。彼は議会の為に定住しているローマ市内を「我が別荘」と呼ぶ一方、ニカイアを「我が家」と呼んでいる。
政治家としてはコンモドゥス帝の時代に議会へ加わり、セプティミウス・セウェルス帝の死後にスミルナ市の長官を務めている。205年には補充執政官に選出され、アフリカ属州とパンノニアの総督を歴任した後、一旦公職を離れたと見られる。しかしセウェルス朝最後の皇帝となるアレクサンデル・セウェルス帝から才覚を高く評価され、二度目の執政官叙任を受けた上で側近に取り立てられた。生来の皮肉屋としての辛辣さは近衛隊からの反感を買ったが、アレクサンデル帝自身からは重用された。晩年にはローマから故郷ニカイアに戻り、そこで病没した。
同名の孫（もしくは曽孫）カッシウスも元老院議員となり、291年に執政官を務めたとされる。

## 著作

### 「ローマ史」
カッシウス・ディオは22年の歳月にわたる時間を費やして80巻からなる『ローマ史』を書き残した。同著はアエネアスのイタリア上陸から始まり、アレクサンデル・セウェルス帝の時代までの1400年間（ブーディカの乱を記録したローマ時代の数少ない資料でもある）を含んでいる。ただし、紀元前1世紀までの共和制史については重要な出来事にのみ内容を絞っており、本格的な記述が始まるのはそれ以降の帝政時代からである。特に同時代史である帝政中期については非常に詳細な記録を残している。皇帝達と直に接することができる立場に居たという点で、同時代史という点からも非常に貴重な資料である。
今日に残る『ローマ史』は全80巻のうち最初の36巻は散逸してしまっており、断片が残るのみである。その中でもミトリダテス6世との戦いを描いた第35巻と、グナエウス・ポンペイウスの海賊討伐を描いた第36巻はかなりの部分が現存している。ポンペイウスの台頭と第三次ミトリダテス戦争、マルクス・ウィプサニウス・アグリッパの死までを扱った37巻～54巻までは殆ど完全に残っている。続く第55巻はかなりの部分が散逸しているが、トイトブルク森の戦いからクラウディウス帝の死（54年）までを扱った56巻～60巻は現存している（セイヤヌス粛清を記録した数少ない現存する資料。でもある）。そして以後のアレクサンデル・セウェルス帝即位までの61巻～80巻は、11世紀の修道士ヨハネス・クシフィリヌスが残した要約しか残っていない。クシフィリヌスは35巻から80巻までの要約を東ローマ皇帝ミカエル7世ドゥーカスの命を受けて編纂したが、原著よりかなり劣る内容である。
要約すら残っていない最初の36巻については様々な方法で断片の収集や捜索が行われ、主に4つの文献にまとめられている。
- Fragmenta Valesiana
  - 様々な書物での引用部分を集めたもの。近世の歴史家ヘンリ・ヴァロアによって執筆される。
- Fragmenta Peiresciana
  - 東ローマ皇帝コンスタンティノス7世によって収集された断片の総称。一冊の本として時系列順に纏められている。
- Fragmenta Ursiniana
  - 宮殿から失われていたFragmenta Peirescianaの一部。シチリア島でフルヴィオ・オルシーニによって発見された。
- Excerpta Vaticana
  - カトリック教会によって発見された断片。61巻から80巻の部分も含められている。

カッシウス・ディオはトゥキディデスを手本にして『ローマ史』の執筆にあたったが、脚色や論法の正確さ、及び視点の堅実さという点からは不十分な結果といえる。また彼のギリシャ語は概ね正確だが、ラテン語の用語が頻出している。

## 資料
- Alain Gowing, "Dio's Name". Classical Philology,Vol. 85, No. 1 (Jan., 1990), pp. 49–54.  JSTOR link.
- Millar, Fergus (1964). Study of Cassius Dio. Oxford University Press. pp. 250. ISBN 0198143362
- Peck, Harry Thurston (1897). Harper's Dictionary of Classical Literature and Antiquities. Harper & Brothers. pp. 1687. ASIN B000K28KCI